# Tetrixocephalus micropterum
Tetrixocephalus micropterum är en insektsart som beskrevs av Ronderos 1970. Tetrixocephalus micropterum ingår i släktet Tetrixocephalus och familjen Ommexechidae. Inga underarter finns listade i Catalogue of Life.